# Ex (Unix)
ex – edytor wierszowy w systemie UNIX. Zasadnicza różnica między tego typu edytorami a współczesnymi wizualnymi edytorami tekstu polega na skupieniu uwagi użytkownika na pracy z pojedynczymi wierszami tekstu, a nie całym tekstem. Innymi słowy – uwypuklony zostaje podział pliku tekstowego na poszczególne wiersze, które mogą być modyfikowane przez użytkownika pojedynczo za pomocą poleceń wydawanych programowi w trybie interaktywnym, w podobny sposób jak w wierszu poleceń systemów DOS lub UNIX. 
ex jest podstawą dla edytora vi – ten jest wizualną nadbudową nad ex. Aby wywołać ex z trybu poleceń vi należy wydać polecenie Q, natomiast przejście z ex do vi następuje poprzez polecenie vi.
Przykładowa sesja z edytorem ex (każde polecenie kończy Enter):
```
$ex plik E      (wczytuje plik)
:               (znak zachęty 
ex
)
:3p E           (wyświetl 3 wiersz pliku)
ala ma kota     {przykładowa zawartość 3 wiersza)
:3 E            {przejdź do 3 wiersza w pliku)
:s/kota/psa E   {zamień w bieżącym – trzecim – wierszu "kota" na "psa")
:w E            {zapisz zmiany w pliku}
:q E            {zakończ pracę ex}
```

Wygoda pracy z ex pozostawia wiele do życzenia, jednak bez ex nie byłoby vi. Opis wszystkich poleceń ex można znaleźć w każdej dokumentacji systemu UNIX.